# Ciechocinek
Ciechocinek is een stad in het Poolse woiwodschap Koejavië-Pommeren, gelegen in de powiat Aleksandrowski. De oppervlakte bedraagt 15,59 km², het inwonertal 10.871 (2005).

## Verkeer en vervoer
- Station Ciechocinek

## Bezienswaardigheden
- Gradeertorens van Ciechocinek